# Deidad liminal

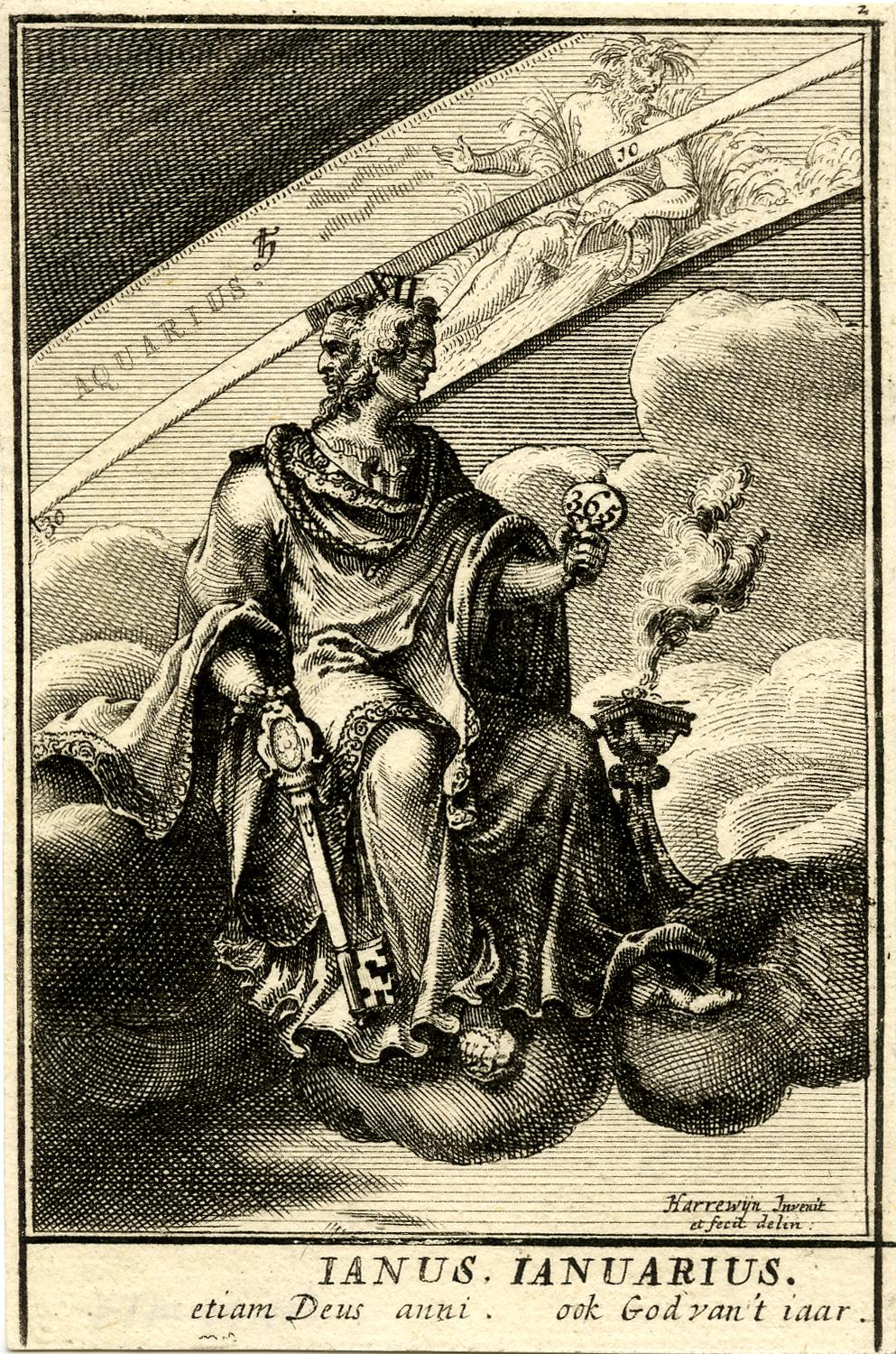
Se creía que Jano supervisaba los tiempos de cambio, como el Año Nuevo y el inicio del día.

Una deidad liminal es un dios o diosa en la mitología que preside umbrales, puertas o entradas; «aquel que que traspasa fronteras». Se cree que estas deidades supervisan un estado de transición de algún tipo, como el paso de lo viejo a lo nuevo, del inconsciente al consciente o de lo familiar a lo desconocido.
Entre los tipos de deidades liminales se encuentran las deidades de vida, muerte y resurrección, diversas deidades agrícolas, los psicopompos y aquellas que descienden al inframundo, atravesando el umbral entre la vida y la muerte. Las deidades de la vegetación imitan la muerte y el renacimiento anuales de la vida vegetal, lo que las convierte en deidades liminales cíclicas estacionales, en contraste con el viaje único típico del mito de la muerte y resurrección.

## Etimología
La palabra liminal, documentada en inglés por primera vez en 1884, proviene del término latino limen, que significa «umbral». El concepto de liminalidad fue popularizado en el siglo XX por el antropólogo cultural británico Victor Turner. Se utiliza para describir un estado de transición, como el paso de lo viejo a lo nuevo, de lo familiar a lo desconocido o incluso del inconsciente al consciente.

## Europa

### Mitología griega
- Adonis, dios de la belleza y el deseo, pasaba parte de su tiempo en el inframundo y parte en la tierra antes de su trágica muerte.[5]
- Alexiares y Aniceto
- Caronte, un psicopompo que se creía transportaba almas entre el mundo de los vivos y el de los muertos.[6]
- Cerbero, un perro multicéfalo que guarda las puertas del Inframundo para evitar que los muertos escapen.
- Dioniso, quien en un mito es despedazado por los Titanes, pero regresa a la vida.
- Enodia, diosa de las encrucijadas.
- Hécate, diosa de la magia y las encrucijadas.
- Heracles
- Hermes, dios de los caminos, mercaderes, viajeros, comercio, ladrones, astucia y ganadería; mensajero de Zeus y psicopompo.[7]
- Iris, diosa del arcoíris y mensajera de Hera, podía viajar a Hades y regresar.
- Perséfone, a menudo vista como diosa de la primavera y el crecimiento nuevo, pasaba parte de su tiempo en el inframundo y parte en la tierra.[8]

### Mitología romana
- Baco, nombre romano de Dioniso.

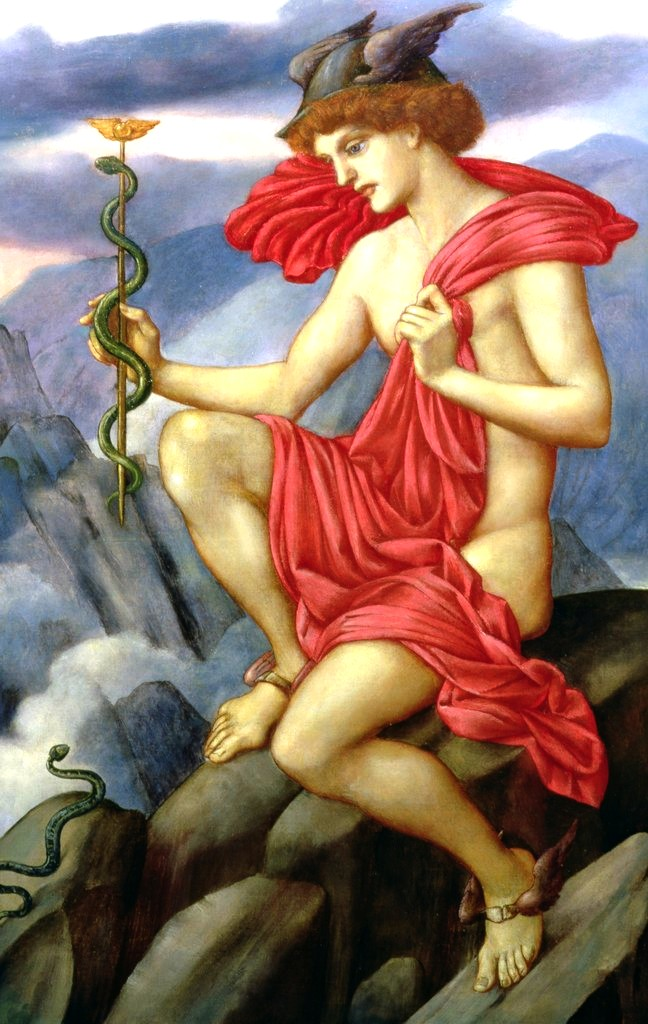
Mercurio era un dios de los viajeros, al igual que su equivalente griego Hermes.

- Cardea, diosa de la salud, los umbrales y las bisagras y manijas de las puertas.
- Diana, como Diana Trivia, es la diosa de las encrucijadas de tres caminos y el inframundo; a menudo equiparada con la griega Hécate.
- Forculus, Lima y Limentinus, deidades menores de umbrales o entradas.
- Hércules
- Jano, dios de dos rostros de puertas, portones, entradas, comienzos y finales, por quien se nombra el mes de enero.
- Mercurio, dios mensajero y psicopompo; equivalente al griego Hermes y comparte varias de sus funciones, como ser dios del comercio, viajeros, mercaderes y ladrones.
- Portunus, dios de las llaves, puertas y ganado.
- Proserpina, equivalente romana de Perséfone, que pasaba parte de su tiempo viviendo en el mundo de los muertos.
- Terminus, dios que protegía los hitos fronterizos.

### Mitología nórdica
- Gná, mensajera personal de Frigg; montaba el caballo Hofvarpnir, que podía viajar por mar y cielo.
- Heimdal, hijo de Odín; vigilaba a los invasores y el inicio del Ragnarök desde su morada Himinbjörg, donde el puente arcoíris ardiente Bifröst se encuentra con el cielo.
- Hermóðr, mensajero de los dioses nórdicos; cabalgó hasta Hela para suplicar el regreso de Balder, sin éxito.
- Odín, dios de la guerra y la muerte, entre otras cosas; se describe que al menos una vez visitó el inframundo en Sleipnir, resucitó a una völva para interrogarla y visitó a los jotun en su dominio en tres ocasiones para obtener más sabiduría.

### Mitología báltica
- Užsparinė, diosa lituana de las fronteras terrestres.

### Mitología etrusca
- Culsans, deidad masculina con dos rostros, posiblemente protector de entradas. Usualmente equiparado con el dios romano Jano.[9]

## Asia

### Mitología china
- Chénghuáng, dioses de murallas y fosos. Cada ciudad importante tenía un dios de la ciudad designado por el gobierno imperial.[10]
- Menshen, dioses de las puertas.
- Chen Wenlong, dios de las murallas de la ciudad en Fuzhou.

### Mitología filipina
- Makiubaya: divinidades de los ifugao que vigilan las puertas de la aldea.[11]
- Manduyapit: dios manobo que transporta las almas de los fallecidos a través del río rojo antes de llegar al más allá.[11]

### Mitología coreana

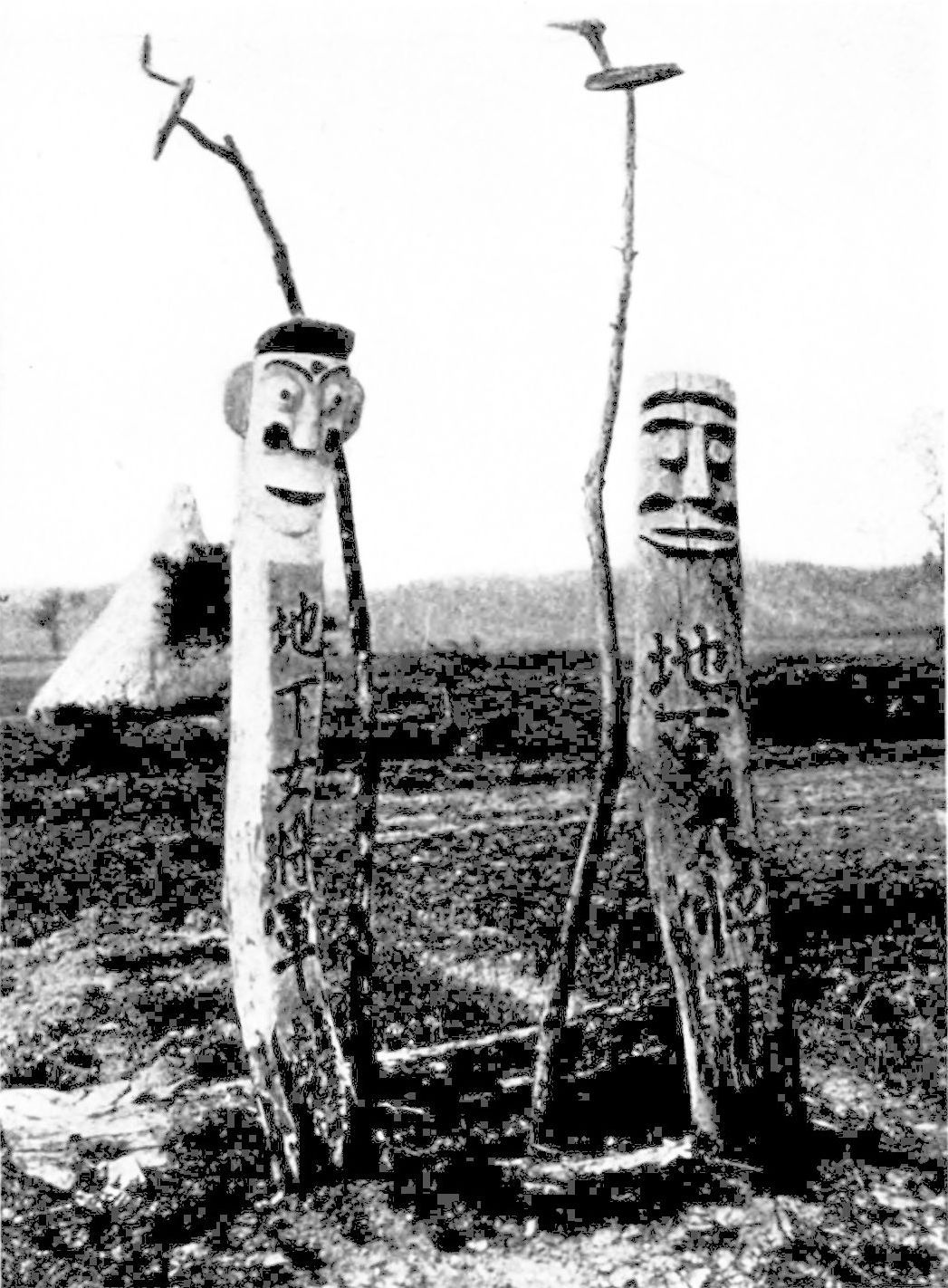
Los jangseung se colocan tradicionalmente en los límites de las aldeas.

- Jangseung, un poste totémico colocado tradicionalmente en los bordes de las aldeas para marcar límites y ahuyentar demonios; también venerado como deidad tutelar.[12]
- Munshin, deidad coreana de la puerta. Considerado uno de los dioses domésticos (Gashin) más poderosos, especialmente en la isla de Jeju.

### Sintoísmo
- Izanagi, dios creador que descendió a Yomi para recuperar a su esposa, pero huyó al verla desfigurada y selló la entrada con una roca.
- Izanami, diosa creadora que murió y, al no poder salir de Yomi, se convirtió en reina del inframundo y de los muertos.

### Mitología vietnamita
- Thành hoàng, dios que bendice y protege aldeas o áreas mayores.
- Môn thần, dioses de las puertas.

### Hinduismo
- Agni, dios del fuego y mensajero entre dioses y mortales; Ganesha parece haber asumido parcialmente este rol en el hinduismo moderno.
- Ganesha, dios de los comienzos.[13] Llamado el "Jano indio" por el erudito del siglo XVIII William Jones.[2]
- Pushán, deidad solar y psicopompo responsable de matrimonios, viajes, caminos, la alimentación del ganado y de supervisar el viaje de los muertos al más allá.
- Narasimha, preside el umbral entre el interior y el exterior.
- Matrikas, grupo de siete u ocho diosas adoradas en encrucijadas.

### Mitología mesopotámica
- Dumuzi/Tammuz
- Inanna/Ishtar

### Mitología frigia
- Atis, deidad vegetal frigia; su automutilación, muerte y resurrección representan los frutos de la tierra, que mueren en invierno para renacer en primavera.

## Medio Oriente

### Cristianismo

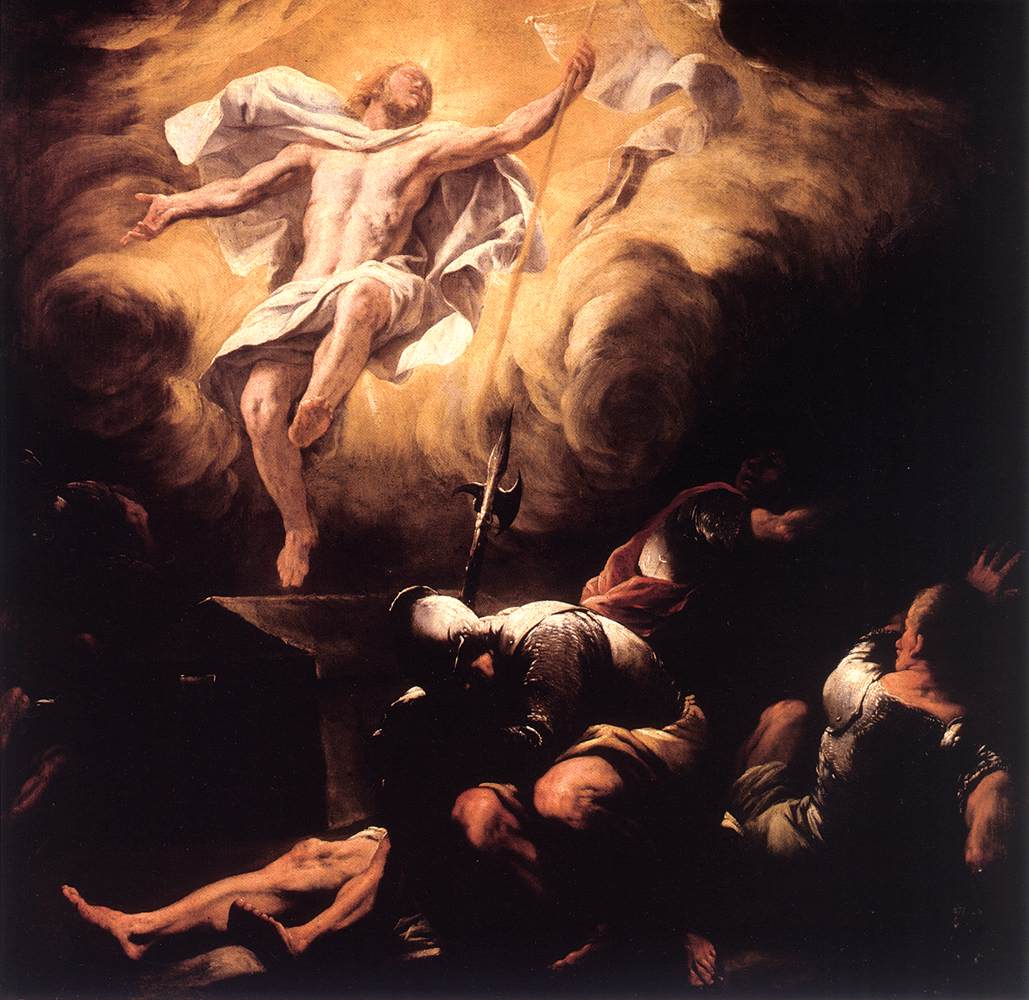
Los cristianos creen que Jesús cruzó el límite del más allá a la tierra durante su resurrección.

- Jesucristo es presentado como aquel que traspasa fronteras.[14][15] La Resurrección de Jesús describe su muerte y resurrección.[16]

## Religiones africanas y americanas

### Religiones africanas
- Osiris, dios egipcio del más allá cuya resurrección se asoció con los ciclos naturales, especialmente el brote de vegetación y la inundación anual del río Nilo.
- Legba, espíritu embaucador y fálico de las encrucijadas en el vodú de África Occidental y el vudú haitiano. Es el portador de la magia, maestro adivino y hablante de todos los idiomas, facilitando la comunicación entre hombres y dioses. También es el removedor de obstáculos y guardián del hogar.

### Religiones afroamericanas
- Elegguá (Eshu/Exu en la religión Candomblé), dios mensajero y psicopompo en la Santería y el Candomblé.